# Боршева
Бо́ршева — село в Раменском муниципальном районе Московской области. Входит в состав сельского поселения Рыболовское. Население — 284 чел. (2010).

## Название
В документах XIV—XV вв. упоминается волость Брошевая, Брошева, стан Брошев, Брошевский, местность Брошева, Брошевка. Сама деревня упоминается лишь с XVIII века как Боршево, Баршево. Существует предположение, что наименования местности и деревни связаны. Название деревни связано с некалендарным личным именем Барша.

## География
Село Боршева расположено в южной части Раменского района, примерно в 18 км к югу от города Раменское. Высота над уровнем моря 139 м. Рядом с селом протекает река Москва. В селе 1 улица — Боршева 2-я; приписано СНТ Боршева и ГСК Триал. Ближайший населённый пункт — деревня Вохринка.

## История
В 1926 году село являлось центром Боршевского сельсовета Вохринской волости Бронницкого уезда Московской губернии.
С 1929 года — населённый пункт в составе Бронницкого района Коломенского округа Московской области. 3 июня 1959 года Бронницкий район был упразднён, село передано в Люберецкий район. С 1960 года в составе Раменского района.
До муниципальной реформы 2006 года село входило в состав Рыболовского сельского округа Раменского района.

## Население
| 1926 | 2002 | 2010 |
| ---- | ---- | ---- |
| 442  | ↘277 | ↗284 |

В 1926 году в селе проживало 442 человек (193 мужчины, 249 женщин), насчитывалось 107 хозяйств, из которых 104 было крестьянских. По переписи 2002 года — 277 человек (133 мужчины, 144 женщины).